# 愛と喝采の日々
『愛と喝采の日々』（あいとかっさいのひび、The Turning Point）は、ハーバート・ロス製作、監督による1977年のアメリカ合衆国の映画である。

## 概要
家庭に入ったディーディーと、仕事一筋に生きるエマ。バレエ界を舞台に、対照的な2人の女性の生き方と、母娘の情愛を描く。
第50回アカデミー賞では10部門で候補に挙がったが、無冠に終わった。ミハイル・バリシニコフ、アントワネット・シブリーを初めとする名ダンサーが多数出演している。

## あらすじ
オクラホマシティに、アメリカン・バレエ・カンパニーの巡業公演がやってきた。ディーディー・ロジャースは、夫のウェイン、一男二女の子供達とともに、その公演を観に行く。かつて同団のダンサーであり、今はバレエ教室を経営するロジャース夫妻は、20年ぶりに旧友たちと、そしてトッププリマのエマと再会する。その夜、ロジャース夫妻の開いた歓迎のパーティで、エマは美貌とバレエの才能を有するディーディーの長女：エミリアにプロダンサーになることを強く勧める。ディーディーとエマは、かつて『アンナ・カレーニナ』の主演やウェインを巡ったライバルであった頃を回想し複雑な思いに駆られる。
エミリアは団のレッスンに参加し、入団の誘いを受ける。家族で相談し、ディーディーの付き添いで入団を決意する。バレエ団の本拠地であるニューヨークで、エミリアは頭角を現していく。一方エマは薹が立ったダンサーとして行き詰まりを感じていた。またディーディーは子供達の世話以外にすることがない状況に虚しさを感じる。
母娘が下宿するかつての名プリマ：ダカロワの自宅で、『ジゼル』の主演を失ったエマはディーディーに苦悩を打ち明ける。ダカロワは弟子であるキャロラインに、次いでエミリアに期待を寄せていた。
シビラが主演する『ジゼル』で、エミリアは群舞の一員としてデビューした。レッスンを重ねる中で、エミリアはプリンシパルのユーリと愛しあうようになる。二人が深い仲になったことを知ったディーディーは、娘の恋と成長を喜びつつも、かつての自分とエマを重ねて不安になる。
ディーディーはかつてのバレエ団の仲間で、現在はミュージカル界で活躍するロージーに誘惑される。その夜、ディーディーは下宿に戻らなかった。エミリアはついに創作バレエのソリストに抜擢されたが、キャロラインとユーリの親密さに動揺してバレエに感情を出してしまい、振付師と対立する。やけ酒を飲んで酔っぱらったまま公演に臨んだエミリアを、舞台袖でエマが介抱し、かばってやる。以後、バレエと恋の間で揺れ動くエミリアは、名付け親でもあるエマを慕うようになる。エミリアのガラ公演デビュー祝いに、エマは美しいドレスを贈る。しかしそれをきっかけにディーディーとエミリアの不和は決定的なものとなってしまった。
冷静になったエミリアは振付師と和解する。いよいよバレエ団25周年記念のガラ公演が幕を開ける。次々とバレエの名場面が現れ、ディーディーはバレエへの思いに胸を熱くし、自分とエマの生き方に疑念を感じる。エミリアの踊った作品は大成功であり、バレエ団の新しいスターとしての道を切り開く。
終演後のパーティで、エマとエミリアの絆に嫉妬したディーディーはその場を離れる。一方エマは事実上の引退勧告を受けショックから席を外す。かくして二人の女は、20年来の確執をぶつけ合う。互いに激しく罵り、叩き合い、しかし二人はやがて笑い声を挙げる。そしてエマは心中を素直に打ち明け、和解する。
エマとダカロワの指導を受け、エミリアは『ドン・キホーテ』で主演する。ディーディーは、娘の公演を観るためにニューヨークへ来た夫と話し、自分が深く理解されていることを知る。両親の愛し合う様子、そしてユーリとの和解を受け、満ち足りた気持ちで舞台に立ったエミリアは大成功を収める。終演後の楽屋で、エミリアは大きな花束をディーディーに渡す。言葉無しで、母娘の気持ちが再び通じ合う。
そしてディーディーとエマは肩を寄せ合って無人のステージに立ち、エミリアの未来に思いを馳せるのであった。

## キャスト
| 役名             | 俳優                     | 日本語吹き替え | 日本語吹き替え | 日本語吹き替え |
| 役名             | 俳優                     | TBS版          | LD版           | 機内上映版     |
| ---------------- | ------------------------ | -------------- | -------------- | -------------- |
| ディーディー     | シャーリー・マクレーン   | 小原乃梨子     | 小原乃梨子     | 小原乃梨子     |
| エマ             | アン・バンクロフト       | 鳳八千代       | 初井言榮       | 奈良岡朋子     |
| ユーリ           | ミハイル・バリシニコフ   | 原康義         | 曽我部和恭     | 安原義人       |
| エミリア         | レスリー・ブラウン       | 藤田淑子       | 幸田直子       |                |
| ウェイン         | トム・スケリット         | 羽佐間道夫     | 田中信夫       |                |
| アデレード       | マーサ・スコット         | 京田尚子       | 稲葉まつ子     |                |
| ダカロワ         | アレクサンドラ・ダニロワ |                |                |                |
| シビラ           | アントワネット・シブリー |                |                |                |
| キャロライン     | スター・デニアス         |                |                |                |
| ロージー         | アンソニー・ザーブ       |                |                |                |
| カーター         | マーシャル・トンプソン   |                |                |                |
| バーニー・ジョー | ドナルド・ペトリ         |                |                |                |

- TBS版 - 初放送1980年10月20日 『月曜ロードショー』 ※DVD収録

## 受賞・ノミネート
| 映画賞                       | 部門                    | 候補者                                                                               | 結果       |
| ---------------------------- | ----------------------- | ------------------------------------------------------------------------------------ | ---------- |
| アカデミー賞                 | 作品賞                  | ハーバート・ロス、アーサー・ローレンツ                                               | ノミネート |
| アカデミー賞                 | 主演女優賞              | アン・バンクロフト                                                                   | ノミネート |
| アカデミー賞                 | 主演女優賞              | シャーリー・マクレーン                                                               | ノミネート |
| アカデミー賞                 | 助演男優賞              | ミハイル・バリシニコフ                                                               | ノミネート |
| アカデミー賞                 | 助演女優賞              | レスリー・ブラウン                                                                   | ノミネート |
| アカデミー賞                 | 監督賞                  | ハーバート・ロス                                                                     | ノミネート |
| アカデミー賞                 | 脚本賞                  | アーサー・ローレンツ                                                                 | ノミネート |
| アカデミー賞                 | 撮影賞                  | ロバート・サーティース                                                               | ノミネート |
| アカデミー賞                 | 美術賞                  | 美術: アルバート・ブレナー 装置: マーヴィン・ミラー                                  | ノミネート |
| アカデミー賞                 | 音響賞                  | セオドア・ソダーバーグ、ポール・ウェルズ ダグラス・O・ウィリアムズ、ジェリー・ヨスト | ノミネート |
| アカデミー賞                 | 編集賞                  | ウィリアム・H・レイノルズ                                                            | ノミネート |
| ゴールデングローブ賞         | 作品賞 (ドラマ部門)     |                                                                                      | 受賞       |
| ゴールデングローブ賞         | 助演男優賞              | ミハイル・バリシニコフ                                                               | ノミネート |
| ゴールデングローブ賞         | 主演女優賞 (ドラマ部門) | アン・バンクロフト                                                                   | ノミネート |
| ゴールデングローブ賞         | 助演女優賞              | レスリー・ブラウン                                                                   | ノミネート |
| ゴールデングローブ賞         | 監督賞                  | ハーバート・ロス                                                                     | 受賞       |
| ゴールデングローブ賞         | 脚本賞                  | アーサー・ローレンツ                                                                 | ノミネート |
| ロサンゼルス映画批評家協会賞 | 監督賞                  | ハーバート・ロス                                                                     | 受賞       |
| 英国アカデミー賞             | 主演女優賞              | アン・バンクロフト                                                                   | ノミネート |

## 劇中のバレエ作品・楽曲
- アンナ・カレーニナ
- ジゼル
- 白鳥の湖
- 眠れる森の美女
- レゲンデ
- チャイコフスキー・パ・ド・ドゥ
- エリントニア（ヴォルテックス）
- 海賊
- ドン・キホーテ